# Consolă
Consola este un element de arhitectură din piatră, ieșit de la suprafața zidului o dată cu care este construit, cu rol funcțional, servind ca punct inferior de sprijin și de descărcare, cu rolul de a susține diverse suprastructuri (un balcon, o cornișă etc.).
Constructiv, este o semigrindă încastrată în pereți sau susținută de coloane, pilaștri etc.